# بیل پارویی

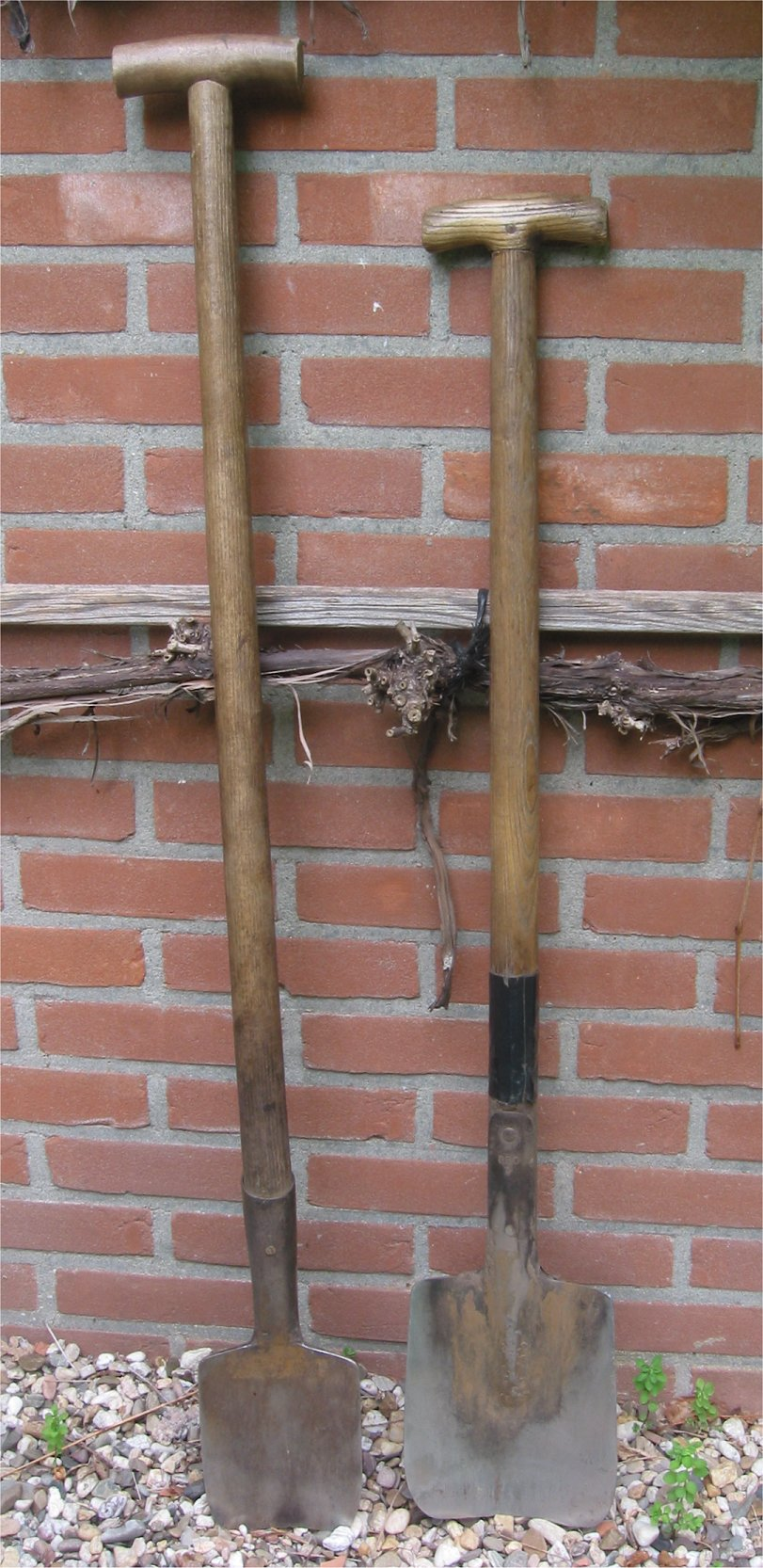
بیل پارویی کوچک‌تر برای خاک رسی؛ بیل پارویی بزرگ‌تر برای خاک شنی و خاک لومی

بیل پارویی (به انگلیسی: Spade) ابزاری است که عمدتاً برای کندن شامل یک دسته و تیغه بلند است که معمولاً تیغه آن باریک‌تر و صاف‌تر از بیل معمولی است. بیل‌های اولیه از چوب تراشیده یا از استخوان جانوران (اغلب تیغه‌های شانه) ساخته می‌شدند. پس از توسعه هنر فلزکاری، بیل با نوک‌های تیزتر فلزی ساخته شد. پیش از معرفی بیل‌های فلزی، کار دستی در جابجایی زمین کارایی کمتری داشت، و علاوه بر بیل برای جابجایی خاک، برای شکستن خاک نیز نیاز به کلنگ بود. بیل با یک نوک فلزی، در اکثر مواقع می‌تواند زمین را بشکند و حرکت دهد و کارایی را افزایش دهد. بیل کلاسیک، با بدنه باریک و نوک مسطح (یا تقریباً مسطح) برای حفر سوراخ‌های پست مناسب است و نباید آن را با بیل «نوک‌گرد» که بدنه‌ای پهن‌تر و نوک مخروطی دارد اشتباه گرفت.